# Сант'Андреа-Пицоне-Чамприско (Казерта)
Сант'Андреа-Пицоне-Чамприско (итал. Sant'Andrea-Pizzone-Ciamprisco) је насеље у Италији у округу Казерта, региону Кампанија.
Према процени из 2011. у насељу је живело 3763 становника. Насеље се налази на надморској висини од 16 м.